# Stefan Csorich

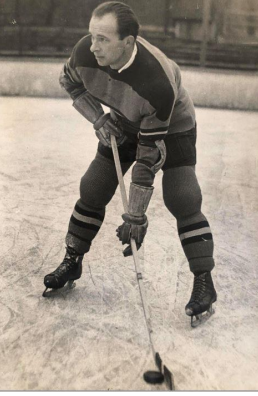
Stefan Csorich

Stefan „Papa“ Csorich (* 25. September 1921 in Nowy Sącz; † 15. Juli 2008 in Danzig) war ein polnischer Eishockeyspieler und -trainer. Sein Enkelsohn Marian Csorich ist ebenfalls polnischer Nationalspieler.

## Karriere
Stefan Csorich begann seine Karriere als Eishockeyspieler in der Nachwuchsabteilung von KTH Krynica. Während des Überfalls auf Polen geriet er in deutsche Kriegsgefangenschaft. Über Ungarn und Frankreich gelang ihm die Flucht in die Schweiz, wo er für den EHC Chur und den Young-Sprinters Hockey Club Eishockey spielte. Anschließend kämpfte er gegen Ende des Zweiten Weltkriegs auf französischer Seite. Als er nach Großbritannien gesandt wurde, spielte er dort Eishockey für die Dundee Tigers und Falkirk Lions. Im Oktober 1946 kehrte er nach Polen zurück und spielte dort von 1946 bis 1960 für seinen Ex-Klub KTH Krynica. In der Saison 1949/50 gewann er mit KTH den polnischen Meistertitel. 
Als Cheftrainer betreute Csorich bis 1965 seinen Stammverein KTH Krynica sowie Podhale Nowy Targ. Zudem betreute er von 1961 bis 1963 die polnische Nationalmannschaft. Von 1965 bis 1972 war er in gleicher Funktion für KS Cracovia sowie anschließend von 1972 bis 1980 für Stoczniowiec Gdańsk tätig. Er wurde in seinem späteren Leben unter anderem mit der Auszeichnung als Ritter des Ordens Polonia Restituta sowie der Ernennung zum Verdienten Meister des Sports geehrt. 

### International
Für die polnische Eishockeynationalmannschaft nahm Csorich an den Olympischen Winterspielen 1948 in St. Moritz und 1952 in Oslo teil. Zudem stand er im Aufgebot seines Landes bei den Weltmeisterschaften 1947, 1955 und 1957. Zwischen 1946 und 1957 bestritt er insgesamt 52 Länderspiele für Polen und erzielte dabei 34 Tore.

## Erfolge und Auszeichnungen
- 1950 Polnischer Meister mit KTH Krynica